# 2002 în film
- 2001 în cinematografie — 2002 în cinematografie — 2003 în cinematografie

## Premiere românești
- Furia, de Radu Muntean
- Binecuvântată fii, închisoare, de Nicolae Mărgineanu
- Filantropica, de Nae Caranfil - IMDB
- Turnul din Pisa, de Șerban Marinescu - IMDB
- Occident, de Cristian Mungiu - IMDB
- Vlad Nemuritorul, de Adrian Popovici
- Secretul reginei Cleopatra, de Cătălin Saizescu - IMDB

Filme de televiziune
- Tandrețea lăcustelor, de Dan Necșulea — IMDB
- În familie (serial), de Radu Jude, Corina Radu - IMDB
- Râdeți cu oameni ca noi, de Melia Cerchez Anghel, Theodor Halacu-Nicon - IMDB

Filme de scurt metraj
- Aquarium, de Vasile Albineț - IMDB
- 17 minute întârziere, de Cătălin Mitulescu - IMDB
- Post telefonic suspendat temporar, de Corneliu Porumboiu - CineMagia
- Pe aripile vinului, de Corneliu Porumboiu - CineMagia
- Aceeași gară pentru doi, de Radu Potcoavă - IMDB
- La bloc (serial), de Radu Grigore - IMDB

## Premiere
- Solaris

## Filmele cu cele mai mari încasări
| #   | Titlu                                      | Studio                        | Încasări mondiale |
| --- | ------------------------------------------ | ----------------------------- | ----------------- |
| 1.  | The Lord of the Rings: The Two Towers      | New Line Cinema               | $926,287,400      |
| 2.  | Harry Potter and the Chamber of Secrets    | Warner Bros.                  | $878,643,482      |
| 3.  | Spider-Man                                 | Columbia / Marvel             | $821,708,551      |
| 4.  | Star Wars Episode II: Attack of the Clones | 20th Century Fox / Lucasfilm  | $649,398,328      |
| 5.  | Men in Black II                            | Columbia                      | $441,818,803      |
| 6.  | Die Another Day                            | MGM                           | $431,971,116      |
| 7.  | Signs                                      | Touchstone                    | $408,247,917      |
| 8.  | Ice Age                                    | 20th Century Fox / Blue Sky   | $383,257,136      |
| 9.  | My Big Fat Greek Wedding                   | IFC Films                     | $368,744,044      |
| 10. | Minority Report                            | DreamWorks / 20th Century Fox | $358,372,926      |

## Premii

### Oscar
- Cel mai bun film:
- Cel mai bun regizor:
- Cel mai bun actor:
- Cea mai bună actriță:
- Cel mai bun film străin:

Articol detaliat: Oscar 2002

### César
- Cel mai bun film:
- Cel mai bun actor:
- Cea mai bună actriță:
- Cel mai bun film străin:

Articol detaliat: Césars 2002

### BAFTA
- Cel mai bun film:
- Cel mai bun actor:
- Cea mai bună actriță:
- Cel mai bun film străin: